# Kościół Niepokalanego Poczęcia Najświętszej Maryi Panny w Górzycy
Kościół Niepokalanego Poczęcia Najświętszej Maryi Panny w Górzycy – katolicki kościół parafialny zlokalizowany we wsi Górzyca w gminie Gryfice, w powiecie gryfickim (województwo zachodniopomorskie).

## Historia i architektura
Kościół, wzniesiony w 1886 roku w stylu neoromańskim, jest budowlą salową, orientowaną, sytuowaną na planie prostokąta. Powstał na miejscu wcześniejszej świątyni, co poświadcza data 1670, znajdująca się na jednej z wewnętrznych belek stropowych. Korpus świątyni nakrywa dwuspadowy dach z dachówki karpiówki. Od strony wschodniej znajduje się wydzielone, półkoliście zakończone prezbiterium, do którego dostawione są przybudówki. Od zachodu kościół posiada czterokondygnacyjną wieżę na planie kwadratu, zwieńczoną czterema wimpergami i nakrytą ośmiobocznym, spiczastym hełmem. Ściany zewnętrzne zdobione są lizenami i fryzem arkadowym. Prostokątne okna zamknięte są półłukami.
Wnętrze kościoła nakrywa podwieszany, drewniany strop. Z XIX wieku pochodzą znajdujące się w kościele drewniana empora muzyczna wsparta na słupach, ambona, ołtarz, ławki, 2 żyrandole w stylu neoromańskim. W ścianie bocznej umieszczony jest pochodzący z ołtarza głównego oryginalny obraz przedstawiający Chrystusa Pantokratora.
Po zakończeniu II wojny światowej kościół został poświęcony jako świątynia katolicka w dniu 8 grudnia 1946 roku. Od 1977 roku pełni funkcję kościoła parafialnego.